# ایرینا واگانیان
ایرینا واگانیان (ارمنی: Իրինա Վագանյան؛ انگلیسی: Irina Vaganian؛ ۱۸ ژوئن ۱۹۶۳) یک شطرنج‌باز زن اهل ارمنستان است که دارنده عنوان استاد بین‌المللی زنان می‌باشد.

## زندگی‌نامه
در ۱۸ ژوئن ۱۹۶۳ به دنیا آمد 
- استاد ورزشی زنان اتحاد شوروی در رشته شطرنج (۱۹۸۲)